# Gabriella Ekström
Anna Gabriella Ekström, född 1979, är en svensk författare och sportreporter bosatt i Stockholm.
Ekström är akvarist till yrket och är sedan år 2000 anställd på Akvarielagret i Stockholm. 2009 tilldelades hon Nordiska Ciklidsällskapets ”Guldabborre”. 

## Journalistkarriären
Gabriella Ekström liverapporterade internationella cykeltävlingar för det Floridabaserade företaget Infociclismo under 1998 till 1999 och arbetade under åren 1999 till 2007 för Cyclingnews.com som reporter. Hon följde bland annat nio Tour de France och ett flertal klassiker såsom Paris-Roubaix och Ronde Van Vlaanderen, även världsmästerskap både på MTB och på landsväg.
Vid sidan av detta har hon även skrivit för tidningarna Magazine Velo (Sverige) och Ride Cycling Review (Australien). Från 1999 till 2007 arbetade hon som expertkommentator på TV-kanalen Viasat Sport och kommenterade även cykel från OS i Sydney 2000 för SVT.
Bland de tillfälliga anställningarna återfinns uppdrag som översättningsansvarig, bland annat för MTB VM i Åre 1999 och för Postgirot Open under åren 1998-2002.
Ekström har även varit artikelförfattare och krönikör för cykeltidningen Kadens i ett flertal år.
2016 kommenterade Gabriella Ekström tillsammans med Petter Barrling Tour de France för TV4, som för första gången sände tävlingen. Sammanlagt livesändes det året nästan 90 timmar cykel. TV4 sände även Tour de France 2017, och den upplagan kommenterades också av duon Ekström/Barrling. 2018 och 2019 kommenterade Gabriella Ekström Tour de France på TV4 tillsammans med Lars Lindberg. Hösten 2019 kommenterade Ekström också Cykel-VM från Yorkshire för TV4.

## Sportchef
Sedan 2011 har Ekström engagerat sig som lagledare för svenska cykellag och har arbetat med lagen Nordic Eco VCT (2011), Trek Sweden Racing (2012) och Team People4you - pwrd by Bliz. (2013). Hon har också lett landslagsuppdrag i Frankrike, Estland, Lettland och Litauen.

## Författarskapet
2010 debuterade Gabriella Ekström som författare med boken De som inte vann och följde 2011 upp med Lejontämjaren. Båda romanerna handlar om cykelsport och belönades med Statens kulturråds distributionsstöd. 2010 utkom också fackboken Från arapaima till ögonfläcksrasbora, som är en grundbok i akvaristik. 2012 utkom romanen Kära Sasha, en bok som belyser längdskidsportens baksida. Vintern 2012 belönades Ekström med Sveriges författarfonds ettåriga arbetsstipendium. 2013 släpptes boken Vattenbäraren som är den avslutande delen i trilogin om franske proffscyklisten Mathieu Talabardon. I juni 2014 fick hon återigen ta emot Sveriges Författarfonds ettåriga arbetsstipendium. 2015 släpptes "Stora Cykelboken" skriven av Tori Bortman och Gabriella Ekström.